# Liste der Kulturdenkmäler in Kubach (Weilburg)
Die folgende Liste enthält die in der Denkmaltopographie ausgewiesenen Kulturdenkmäler auf dem Gebiet des Ortsteils Kubach der  Stadt Weilburg, Landkreis Limburg-Weilburg, Hessen.
Hinweis: Die Reihenfolge der Denkmäler in dieser Liste orientiert sich an der Anschrift, alternativ ist sie auch nach der Bezeichnung, der vom Landesamt für Denkmalpflege vergebenen Nummer oder der Bauzeit sortierbar.
Kulturdenkmäler werden fortlaufend im Denkmalverzeichnis des Landes Hessen durch das Landesamt für Denkmalpflege Hessen auf Basis des Hessischen Denkmalschutzgesetzes (HDSchG) geführt. Die Schutzwürdigkeit eines Kulturdenkmals hängt nicht von der Eintragung in das Denkmalverzeichnis des Landes Hessen oder der Veröffentlichung in der Denkmaltopographie ab.

| Bild            | Bezeichnung                  | Lage                                                                        | Beschreibung | Bauzeit       | Objekt-Nr. |
| --------------- | ---------------------------- | --------------------------------------------------------------------------- | ------------ | ------------- | ---------- |
| weitere Bilder  |                              | Bornberg 10 LageFlur: 17, Flurstück: 18                                     |              | 1725 bis 1775 | 52508 DDB  |
| weitere Bilder  |                              | Bornberg 12 LageFlur: 17, Flurstück: 17                                     |              | 1695 bis 1705 | 52509 DDB  |
| weitere Bilder  | Evangelische Kirche          | Hauptstraße LageFlur: 17, Flurstück: 5, 6                                   |              | 1783          | 52511 DDB  |
| weitere Bilder  | Brunnen                      | Hauptstraße (bei Nr. 37) LageFlur: 20, Flurstück: 19/6                      |              | 1855 bis 1865 | 52516 DDB  |
| weitere Bilder  | Evangelisches Pfarrhaus      | Hauptstraße 12 LageFlur: 17, Flurstück: 5                                   |              | 1835          | 52510 DDB  |
| weitere Bilder  | Ehemalige Schule und Rathaus | Hauptstraße 17/17a/Zum Wingert 2 LageFlur: 219, Flurstück: 11/1, 11/2, 11/3 |              | 1897          | 52513 DDB  |
| Bild gesucht BW |                              | Hauptstraße 24 LageFlur: 17, Flurstück: 13                                  |              | 1745 bis 1755 | 52512 DDB  |
| weitere Bilder  | Gasthaus                     | Hauptstraße 27 LageFlur: 19, Flurstück: 29                                  |              |               | 52515 DDB  |
| weitere Bilder  |                              | Hauptstraße 31 LageFlur: 19, Flurstück: 33                                  |              | 1745 bis 1755 | 52514 DDB  |
| weitere Bilder  |                              | Hauptstraße 33 LageFlur: 19, Flurstück: 33                                  |              | 1695 bis 1705 | 52517 DDB  |
| Bild gesucht BW |                              | Hauptstraße 37 LageFlur: 20, Flurstück: 15                                  |              | 1735 bis 1745 | 52518 DDB  |
| Bild gesucht BW |                              | Lindengasse 3 LageFlur: 19, Flurstück: 40/4                                 |              | 1825 bis 1875 | 52519 DDB  |
| Bild gesucht BW |                              | Zum Wingert 1/3 LageFlur: 19, Flurstück: 50, 51, 52, 53                     |              | 1695 bis 1705 | 52520 DDB  |
| Bild gesucht BW | Gesamtanlage Kubach          | Lage                                                                        |              |               | 52507 DDB  |